# 加拿大—印度關係
印度—加拿大關係（英語：India-Canada relations），是指印度与加拿大之间的关系。

## 歷史
2020年9月，印度议会通過三項農業法案（《2020農產品貿易和商業（促進和便利）法案》、《2020農民（授權和保護）價格保證協議和農業服務法案》和《2020基本商品（修正）法案》）。根據新法案，印度政府允許大型私有企業進入農產品銷售市場，並允許商家囤積食品。然而農民卻擔心大型企業進入糧食市場會壓低糧食價格，使得印度政府不再以保證價格從農民手中收購糧食，因而發起抗議活動，要求政府撤回三行農業法案，印度警方隨即發射水砲與催淚瓦斯等試圖鎮壓。加拿大總理賈斯汀·杜魯多於12月4日表示對印度農民日益升溫的抗議活動表達擔憂，並支持農民和平示威，印度外交部表示，已召見加拿大最高階外交官員，警告這等同於「干預內政，無法令人接受」。並在聲明中表示這類行動如果持續下去，警告兩國外交關係可能嚴重受損。同時也批評杜魯多與其他加拿大政治人物在「未透徹了解下」發出的評論，鼓勵「極端分子」在印度駐加拿大大使館前集會，也期望加拿大政府確保印度外交人員的安全，並期望政治領導人不要發表讓極端行動主義合理化的言論，但杜魯多也表示「加拿大將捍衛全球各地和平抗議的權利與人權。」。
加拿大媒體《環球郵報》報導指出，不少示威農民是錫克教徒，而印度媒體稱杜魯多對這起事件發聲，是為了迎合加拿大錫克教徒。
2023年3月25日，數百名錫克教示威者聚集在印度駐溫哥華領事館前，抗議近期印度當局自3月21日追捕激進錫克分離主義領袖阿姆里特帕尔·辛格的行為，而眾多示威者在活動中高舉著象徵「卡利斯坦運動」的黃色旗幟，並闖入領事館。印度政府26日召見加拿大駐印度高級專員，對錫克教分離主義份子破壞印度領事館並危害領事館內部人員安全的行為表達嚴正關切。印度外交部發聲明表示，加拿大政府須善盡履行保護外國使節及領事館的義務，以確保當地領事館及印度駐加拿大外交官們的安全，讓他們能正常地履行外交職務。
2023年9月，2023年二十国集团新德里峰会在印度召開，加拿大和印度没有举行一对一会谈。當月，有人指控印度政府參與謀殺哈迪普·辛格·尼贾尔。加拿大总理賈斯汀·杜魯多在下议院就該指控发表讲话，結果印度和加拿大互相驱逐一名對方的高级外交官。9月21日，隨著外交爭端升級，印度驻加拿大使领馆的签证中心暂停处理加拿大公民的签证申请。加拿大也减少驻印度外交官人數。10月3日，印度要求加拿大必須在10月撤離41名外交官員，否則印度將撤銷加國外交人員的外交豁免權。
10月19日，加拿大外交部长表示加拿大已从印度撤回41名外交官。2024年10月，加拿大和印度又互相驱逐了對方的六名外交官。